# Protoglomeris vasconica
Protoglomeris vasconica es una especie de milpiés de la familia Protoglomeridae endémica del norte de la España peninsular y el sur de la Francia continental.